# Theo Morell
Theo Morell (polno ime Theodor Karl Ludwig Gilbert Morell), nemški zdravnik, * 22. julij 1886, Trais-Münzenberg, Hessen, † 26. maj 1948, Tegernsee, Rottach-Egern.
V letih od 1936-1945 je bil Hitlerjev osebni zdravnik.

## Življenjepis

### Zgodnja mladost
Theo Morell se je rodil 22. julija leta 1886 kot drugi otrok v družini očetu Karlu Morellu in materi Elise Reuling. Oče je bil po poklicu učitelj in je bil doma v majhni vasici Trais-Münzenbergu v zgornjem Hessnu, mati pa je prihajala iz meščanske družine v Darmstadtu.
Zaradi krhkega zdravja in ponavljajočimi se želodčnimi krči se je zdelo nemogoče, da bi lahko prestal katerikoli napornejši študij, zato je ostal z očetom v domači vasici, ki ga je usmeril v učiteljski poklic. S štirinajstimi leti je odšel v pripravljalnico v Luchu in za konec se je udeležil še učiteljskega seminarja v Friedbergu. Prvo učiteljsko mesto so mu leta 1905 dodelili v Bretzenheimu pri Mainzu.

### Poklic zdravnika
Po dopolnitvi 20. leta se je odločil zapustiti od očetove volje vsiljen poklic učitelja in se je ponovno šel šolati. Po opravljeni maturi se je leta 1907 vpisal na univerzo v Gießnu kot študent medicine. Na domači univerzi je bil samo en semester, nato pa je odšel na univerzo Ruperta-Carola v Heidelbergu, kjer je 26. julija 1909 opravil zdravniški predizpit. Med tem času se je izpopolnjeval tudi v Franciji, v kraju Grenoble na pripravljalna šola za medicino, École de Médicine de Grenoble. Od decembra 1909 do sredine leta 1910 je Morell obiskoval predavanja Ilja Mečnikovega (bakteriologa Pasterjevega inštituta in Nobelovega nagrajenca leta 1908 na področju imunologije) in na Clinique D`Accouchement Tournier, kjer je dobil asistentsko mesto pri profesorju Baru, uglednemu ginekologu. Poslednja semestra je končal v Münchnu v šoli Kraljice klinik viteza Friedricha von Müllerja in 10. maja 1912 opravil zadnji ustni izpit. Še istega dne se je preselil v Kreuznach in opravljal asistensko delo. 23. maja 1913 mu je bavarska vlada izdala dovoljenje za opravljanje zdravniškega poklica. Približno četrt leta pozneje je uspešno zagovarjal doktorsko disertacijo z naslovom »Šestnajst primerov zavlečene prečne lege in njihovo zdravljenje na univerzitetni ženski kliniki v Münchnu« na Visoki medicinski fakulteti bavarske kraljevske Ludwig Maximilijanove univerze in 13. avgusta 1913 pridobil doktorski naziv.
V letih 1912-1914 je preživel na ladjah kot ladijski zdravnik in tako doživel pet velikih plovb: enkrat do New Yorka, dvakrat do Buenos Airesa, enkrat v Swakopmund (okrajno središče takratne Nemške jugozahodne Afrike) in dvakrat do Duale.
Ob izbruhu Prve svetovne vojne se je kot prostovoljec javil v 83. (3. hessenski) polk in nekaj časa deloval kot bataljonski zdravnik na zahodnem bojišču, za kar je prejel železni križec II. stopnje (Eisernes Kreuz 2. Klasse).
Najpomembnejši preobrat v zasebnem življenju je doživel 2. februarja 1916, ko je spoznal Johanno Möller; 7. avgusta 1917 sta se poročila. Johanna je bila iz premožne družine in je zato igrala pomembno vlogo, ko je Morell opustil svojo prakso v Dietzenbachu. Zakonca sta se preselila v Berlin in 18. oktobra 1918, kjer je odprl svojo ordinacijo za urologijo in električno terapijo na Bayreutherstrasse 7, v t. i. bavarski berlinski četrti; njegov prvi pacient je bil tovarnar oblačil Willi Schütter.
Dvakrat so mu ponudili častne službe na tujih dvorih, in sicer enkrat na perzijskem, drugič pa na romunskem dvoru, vendar je obe ponudbi odklonil.

### Hitlerjev osebni zdravnik
»Všeč mi je. Prvič mi je neki zdravnik pojasnil, kaj mi manjka in kaj mora proti temu storiti.«

Hitler o navdušenosti nad Morellom konec maja 1936 na zabavi blizu Berchtesgadna 
Sredi maja 1936 je prejel telefonski klic brigadirja Schauba z ukazom, da mora urgentno priti v München po osebnem naročilu Hitlerja, ker je Heinrich Hoffmann hudo zbolel. Morell je uspešno ozdravil vnetje ledvic z uporabo sulfonamida, ki je hitro učinkoval in ga je v svoji praksi že preizkusil.
Hoffmannova priporočila sta na Hitlerja naredila vtis, nakar mu je po preizkusu ponudil mesto osebnega zdravnika. Morell je službo sprejel, s čimer je bila njegova žena, Johanna, zelo nezadovoljna.
Zaradi njegovih metod zdravljenja med službovanjem je velikokrat prišel v konflikt z Karlom Brandtom, ki je bil v zdravniškem spremstvu že od leta 1933.
Njegovo zdravljenje bolnikov je vključevalo različne substance, kot so npr. grozdni sladkor, sulfonamid, harmin, homburg 680, mutaflor, omnadin in celo kokain (preko kapljic za oči).
V času Hitlerjevega zdravljenja je postal solastnik oz. je sodeloval z mnogimi podjetji, kot so Pharmo, Kosolup, Ankermann & Co., Johann Schmodt KG ter Hamma Drogen und Chemikalienvertriebs GmbH, od katerih je prejemal visoke vsote denarja. Po dokončnem zlomu Tretjega rajha leta 1945 so vsi posli propadli.

### Odpustnica in smrt
21. aprila 1945, ob 21h je Morell prišel skupaj z Stumpfeggrom in Hitlerju predlagal kofein za poživitev. Slednji se je močno razburil in med drugim dejal, »naj gre domov, sleče uniformo in se vede, kot da se nista nikoli srečala.« (Katz: 1986, str. 327). Nekateri viri trdijo, da je zdravnika odslovil z besedami: »Nobenega zdravnika ne potrebujem več!«. (Katz: Hitlerjev osebni zdravnik, 1986, str. 7); Morella je zamenjal Werner Haase. 23. aprila 1945 je zapustil Berlin z enim poslednjih letal in odšel v München. 17. julija 1945 so ga Američani aretirali v bolnišnici Bad Reichenhall. Skozi vrsto izpraševanj je bil v petih taboriščih, potem pa so ga 26. semptembra 1947 izpustili iz Dachaua. V zadnjih letih življenja je bolehal za arteriosklerozo z okvarami srčne mišice pri neuravnavanem zvišanem krvnem tlaku, Parkinsonovo boleznijo in motnjami v govoru ter spominu. Na njegovo željo so ga prepeljali v okrožno bolnišnico Tegernsee, Alpenhof v Rottach-Egernu, kjer je 26. maja 1948 ob 4,10h zaradi infarkta umrl.

## Polemike okoli zdravnikovega vpliva na politično dogajanje
Čeprav je Morell opravljal zdravniški poklic že dolgo časa preden je spoznal Hitlerja, so ga zavezniški preiskovalci po njegovi aretaciji kmalu po koncu vojne razglasili za šarlatana zaradi njegovih dvomljivih metod zdravljenja z malo znanimi substancami za tisti čas. Po drugi strani pa so njegovi pacienti zelo hvalili njegove metode zdravljenja, kar med drugim potrjujeta uspešna ozdravitev Heinricha Hoffmanna od težke bolezni ledvic z uporabo sulfonamida in profesor Percy Ernst Schramm, nestor zgodovinopisja o Hitlerju, ki je o Theo Morelu zapisal: »Lahko bi naštel imena častnikov, ki so se po Morellovem zdravljenju očitno bolje počutili. Hitlerjevo zaupanje Morellu torej ni mogoče razumeti tako, da je nasedel mazaču in vraču.« (Katz: Hitlerjev osebni zdravnik, 1986, 340). Med njegovimi bolj pomembnimi pacienti so bili poleg Hitlerja še Rudolf Hess, Herman Göring, Joseph Goebbels, Walther Funk, Albert Speer, Joachim von Ribbentrop, Heinrich Himmler, feldmaršala Ewald von Kleist in Günther von Kluge, generalpolkovnika Alfred Jodl in Heinz Wilhelm Guderian (z njihovimi družinami vred), pa tudi takratni fašistični voditelj Benito Mussolini in japonski odposlanec v Berlinu, general Hiroši Ošima. Zaradi njegove spretnosti z injekcijami se ga je prijel vzdevek »doktor brizgalk«.
Mnogi viri pomembnejših predstavnikov SS-a in zdravnikov navajajo, da so »injekcije dr. Morella uničile Hitlerja in razrušile Tretji rajh«, vendar je tako mišljenje zmotno, saj je bil Hitler »žrtev svoje lastne histerije in živčnosti, ki sta počasi načeli sicer trdno zdravje in navsezadnje že razum«, kar potrjujejo zdravnikovi zapiski, zaplenjeni leta 1945 od 3. ameriške armade.
Theo Morell ni bil nikoli resnični pripadnik NSDAP in se je leta 1933 včlanil v stranko le zavoljo obvarovanja lastnega življenja na priporočilo Alfonsa Sacka. Zaradi zdravljenja bolnikov, ki so bili židovskega rodu, ga je Nacionalsocialistična Nemška zdravniška zveza celo ovadila kot »židovskega zdravnika«. Ob vstopu v stranko so to preklicali.
Za razliko od Brandta, ki je bil obtožen zločinov nad človečnostjo na Nürnberškem procesu, Morell nikoli ni bil obtožen česar koli, saj ga nobena od štirih točk v obtožnici ni zadevala.